# ميمون (مغني)
ميمون الغزالي أو ميمون، اسمه الحقيقي هو محمد الصادق هويملي (1938 - 16 أكتوبر 2024)، مغني تونسي كفيف. هو من أعلام الموسيقى الشعبية التونسية في منطقة بلاد الجريد في الجنوب التونسي.

## عن حياته
ميمون هو أصيل قرية بوهلال التابعة لمعتمدية دقاش ، ولد سنة 1938. انتقل بعد ذلك إلى توزر ، حيث استقر في مدينة توزر العتيقة (تعرف أيضا بأولاد الهادف).
ميمون يعتبر من الرائدين في الفن الشعبي خصوصا الموروث الثقافي الشفوي في منطقة بلاد الجريد بتوزر. كان يقوم بالغناء في الأفراح والحفلات وهو سبب شهرته. اشتهر بأغنيته "هو ولاّ لا". غالبا ما غنى ميمون مع مباركة عباسي و عرف الثنائي ب"ميمون و مباركة".   

## وفاته
توفي ميمون يوم الأربعاء 16 أكتوبر 2024 عن عمر ناهز ال86.

## أهم أغنياته
غنى ميمون العديد من الأغاني التقليدية المستوحاة من التراث الثقافي لمنطقة الجريد . ومن أشهر أغانيه: 
- هو ولاّ لا
- نحب نعرّس
- ياليري يا يُمّا
- روّح آ خطيبي روّح آ
- طلِّي يا بنيَّة على اميمتك
- حمّة ولدي
- سهّلي المكتوب يا ربي حنّي
- أسمر يعجبني
- صلّي على مُحمّد
- الله مصلي عالنبّي
- سيري يا الحمراء سيري
- يا محلاه رأس العمّة